# Bacanius gourvesi
Bacanius gourvesi är en skalbaggsart som beskrevs av Yves Gomy 1981. Bacanius gourvesi ingår i släktet Bacanius och familjen stumpbaggar. Inga underarter finns listade i Catalogue of Life.